# Павлов, Алексей Николаевич
Алексей Николаевич Павлов (1922—1995) — лётчик-ас, полковник Советской Армии, участник Великой Отечественной войны, Герой Советского Союза (1945).

## Биография
Алексей Павлов родился 25 февраля 1922 года в посёлке Косино (ныне — в черте Москвы). Окончил среднюю школу. В 1940 году Павлов был призван на службу в Рабоче-крестьянскую Красную Армию. В 1942 году он окончил Качинскую военную авиационную школу лётчиков. С мая 1943 года — на фронтах Великой Отечественной войны.
К концу января 1945 года гвардии старший лейтенант Алексей Павлов командовал звеном 156-го гвардейского истребительного авиаполка 12-й гвардейской истребительной авиадивизии 1-го гвардейского штурмового авиакорпуса 2-й воздушной армии 1-го Украинского фронта. К тому времени он совершил 224 боевых вылета, принял участие в 40 воздушных боях, лично сбив 16 вражеских самолётов. В боях два раза был легко ранен.
Указом Президиума Верховного Совета СССР от 10 апреля 1945 года за «образцовое выполнение боевых заданий командования на фронте борьбы с немецкими захватчиками и проявленные при этом отвагу и геройство» гвардии старший лейтенант Алексей Павлов был удостоен высокого звания Героя Советского Союза с вручением ордена Ленина и медали «Золотая Звезда».
К 9 мая 1945 года гвардии капитан А. Н. Павлов выполнил около 300 боевых вылетов, провёл 47 воздушных боёв, лично сбил 17 самолётов.
После окончания войны Павлов продолжил службу в Советской Армии. В 1952 году он окончил Военно-воздушную академию. В 1976 году в звании полковника Павлов был уволен в запас. Проживал и работал в Москве.
Скончался 10 мая 1995 года, похоронен на Троекуровском кладбище Москвы.
Был также награждён двумя орденами Красного Знамени, орденом Александра Невского, двумя орденами Отечественной войны 1-й степени, орденом Отечественной войны 2-й степени, тремя орденами Красной Звезды, рядом медалей.

## Память
- Улица Лётчика Павлова в Москве в районе Косино-Ухтомский (названа в ноябре 2016 года).